# Lang en gelukkig (film)
Lang & gelukkig is een Nederlandse film gebaseerd op het gelijknamige toneelstuk van het Ro Theater, geschreven door Don Duyns. De regie lag in handen van Pieter Kramer. Op 31 mei 2010 werd er begonnen met de opnames van de film. Op 14 oktober 2010 is de film in première gegaan. De sprookjes Assepoester en Roodkapje zijn gemoderniseerd en samengevoegd tot een komische familiefilm.

## Rolverdeling
- Arjan Ederveen - Irma Zonderboezem /  Hofpsychiater / Wolf 4
- Jack Wouterse - Baron / Jagerman 2 / Wolf 2 / Stewardess
- Alex Klaasen - Paris / Grote Boze Wolf
- Gijs Naber - Hilton / Willy / Jagerman 4
- Dick van den Toorn - Knoop / Jagerman 1 / Wolf 3
- Rogier Philipoom - Steward /  Portier  /  Taxichauffeur /  Jagerman 3 / Wolf 1
- Hans Leendertse - Fee / Roderick
- Hannah van Lunteren - Assepoester
- Sylvia Poorta - Roodkapje / Koningin

## Prijzen
- Nederlands Film Festival 2010 - Speciale juryprijs
- Nederlands Film Festival 2010 - Film1 Publieksprijs
- Nederlands Film Festival 2010 - Beste production design: Vincent de Pater
- MovieSquad Junior Award 2010[1]